# Gagan Malik
Gagan Malik là diễn viên và nhà hoạt động Phật giáo người Ấn Độ. Ông đạt giải Diễn viên xuất sắc nhất trong Liên hoan phim Phật giáo Quốc tế được tổ chức bởi Liên Hợp Quốc cho vai diễn Thái tử Siddhartha trong bộ phim Sri Lanka có tên Sri Siddhartha Gautama (Cuộc đời Đức Phật).

## Danh sách phim tham gia

### Phim điện ảnh
| Năm  | Phim                   | Vai diễn           | Ngôn ngữ |
| ---- | ---------------------- | ------------------ | -------- |
| 2013 | Sri Siddhartha Gautama | Siddhartha Gautama | Sinhala  |

### Phim truyền hình
| Năm       | Tập phim                           | Vai diễn                                                  | Kênh                          |
| --------- | ---------------------------------- | --------------------------------------------------------- | ----------------------------- |
| 2005      | Kaisa Ye Pyar Hai                  | Manan                                                     | Sony Entertainment Television |
| 2007–2008 | Kumkum – Ek Pyara Sa Bandhan       | Sharman Wadhwa                                            | Star Plus                     |
| 2008      | Saath Saath Banayenge Ek Aashiyaan | Uday Singh                                                | Zee TV                        |
| 2009      | Shakuntala                         | Veer                                                      | Star One                      |
| 2011      | Rishton Se Badi Pratha             | Cameo                                                     | Colors TV                     |
| 2012      | Upanishad Ganga                    | Dnyaneshwar, Tansen, Varaha Mihir and various other roles | DD National                   |
| 2011-12   | Navya                              | Navya's Boss (Extended Cameo)                             | Star Plus                     |
| 2012-2013 | Ramayan                            | Ram                                                       | Zee TV                        |
| 2015–2017 | Sankatmochan Mahabali Hanuman      | Lord Krishna, Lord Rama, Lord Vishnu                      | Sony TV                       |
| 2016      | Box Cricket League                 | Himself                                                   | Colors TV                     |
| 2017      | Tu Sooraj, Main Saanjh Piyaji      | Bal Brahmachari                                           | Star Plus                     |
| 2020      | Vighnaharta Ganesha                | Sudama/Shankhachuda                                       | Sony TV                       |
| 2023      | Tulsidham Ke Laddu Gopal           | Lord Krishna                                              | Shemaroo TV                   |
| 2024      | Aadi Shankaracharya (TV series)    | Samrat Ashok                                              | Art of Living App             |